# آرتورو جنتیلی
آرتورو جنتیلی (انگلیسی: Arturo Gentili; ۵ فوریهٔ ۱۹۳۶ – ۲۵ مهٔ ۲۰۲۱) بازیکن فوتبال اهل ایتالیا بود.
از باشگاه‌هایی که در آن بازی کرده‌است می‌توان به باشگاه فوتبال تریستیانا، باشگاه فوتبال آتالانتا، و باشگاه فوتبال وارزه اشاره کرد.